# Rob & Nino
Rob & Nino är en svensk duo som består av Robert och Ninos Hanna. 

## Historik
Duon Rob & Nino bildades sommaren 2010 och består av bröderna Robert och Ninos Hanna. Sedan barnsben har bröderna skapat musik och framträtt live.
Den 22 december 2011 signades duon på licens till SoFo Records.
Duon har bl.a. jobbat med Mohombi, Lazee, J-son, David Lindgren, Kara och Karl Wolf. Som låtskrivare har bröderna haft listettor i bl.a. Japan.

## Diskografi

### Singlar
- 2011 - Rewind
- 2011 - U Got It (feat. J-son)
- 2012 - Freak (feat Lazee)
- 2012 - I Just Wanna